# Jean Mairet
Jean Mairet (Besançon, 10 maggio 1604 – Besançon, 31 gennaio 1686) è stato un drammaturgo e diplomatico francese.

## Biografia
Jean Mairet nacque a Besançon il 10 maggio 1604 in una famiglia cattolica emigrata dalla Vestfalia a Besançon durante la Riforma protestante, ma rimase orfano già in giovane età.
La sua carriera scolastica incominciò a Besançon, proseguì a Parigi, a causa di un'epidemia di peste, presso il Collegio dei Grassins,dopo di che Mairet si recò a Fontainebleau per prendere contatti con la corte, dove strinse amicizia con il duca di Montmorency, ottenendo i suoi favori e conobbe il poeta Théophile de Viau, che divenne il suo consigliere letterario.
Negli anni precedenti alla sua attività letteraria, si impegnò anche come uomo d'armi, in una spedizione contro i protestanti di La Rochelle e si distinse in due battaglie.
Successivamente la sua vita si caratterizzò per una prima parte di intensa e importante attività letteraria e diplomatica, tramite la quale ebbe rapporti con Richelieu e Mazzarino, e per un secondo periodo in cui Jean Mairet fu esiliato da quest'ultimo nel 1653, a causa dei suoi rapporti con il movimento della Fronda e solo dopo la pace dei Pirenei a chiusura della guerra franco-spagnola, ritornò a Besançon stando lontano dalla vita pubblica.
Mairet ottenne un buon successo con la sua opera d'esordio, la tragicommedia pastorale La Sylvie (1628), così come con i lavori successivi, tra i quali Chriséide et Arimand (1630).
La Silvanire ou La morte-vive (1631) divenne un modello del genere, anche se nella prefazione Mairet menzionò Torquato Tasso e Battista Guarini come fonte di ispirazione.
La commedia Les Galanteries du duc d'Ossonne (1632), suscitò dibattiti e clamore, dopo di che compose la tragicommedia La Virginie (1635), le tragedie Le Marc-Antoine, ou la Cléopâtre (1635) e Le Grand et Dernier Soliman (1635), traduzione-adattamento de Il Solimano di Prospero Bonarelli Della Rovere.
L'opera di Mairet più importante che gli diede notorietà risultò la tragedia La Sophonisbe (ispirata a Sofonisba del 1524, la prima tragedia regolare della letteratura moderna, scritta da Gian Giorgio Trissino), rappresentata nel 1634, che fu la prima tragedia regolare francese, per l'osservanza rigorosa delle tre unità dei testi classici, e che diventerà il modello di riferimento della tragedia francese.
Successivamente Mairet scrisse le tragicommedie L'Illustre corsaire (1636) e Le Roland Furieux (1640) e partecipò alla "querelle" su Il Cid di Pierre Corneille, con il quale polemizzò in alcuni libelli,ma proprio il sorgere della celebrità di Corneille concise con il declinare della sua fama, anche se Mairet si dimostrò importante per l'evoluzione del teatro francese, grazie alla sua bravura di rinnovare temi convenzionali con abilità drammatica e scrittura arguta.

## Opere principali
- La Sylvie, 1628;
- Chriséide et Arimand, 1630;
- La Silvanire ou La morte-vive, 1631;
- Les Galanteries du duc d'Ossonne, 1632;
- La Sophonisbe, 1634;
- La Virginie, 1635;
- Le Marc-Antoine, ou la Cléopâtre, 1635;
- Le Grand et Dernier Soliman, 1635;
- L'Illustre corsaire, 1636;
- Le Roland Furieux, 1640.